# Nebulosa de Homúnculo

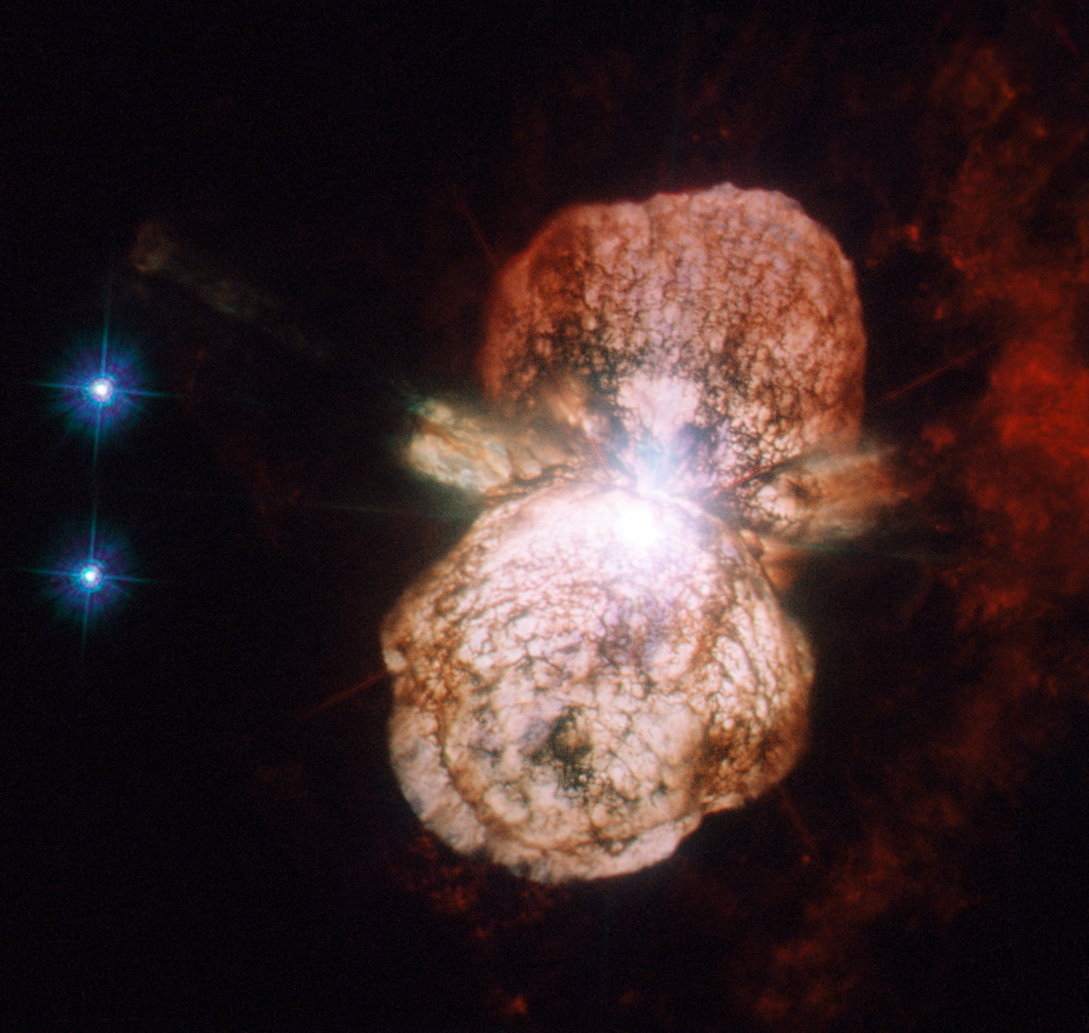
Nebulosa de Homúnculo em torno da Eta Carinae (imagem visual e HST UV).

A Nebulosa de Homúnculo é uma nebulosa bipolar de emissão e reflexão que cerca o sistema estelar massivo Eta Carinae. A nebulosa está incorporada em uma nebulosa muito maior, a da Carina, uma grande região formadora de estrelas de hidrogênio ionizado (HII).
Do significado latino Homenzinho, o Homúnculo mesmo é efetivamente uma pequena região HII, com gás chocando-se e passando a estados ionizados e excitados.  Ele também absorve boa parte da luz do sistema estelar central extremamente luminoso, e re-irradia-a como infravermelho. É o objeto mais brilhante no céu, no comprimento de onda de infravermelho médio.
Dentro do Homúnculo há um Pequeno Homúnculo, menor, e dentro deste, uma casca de material de ventos estelares que tem sido chamada de Homúnculo Bebê.